# 콧수염게논
콧수염게논 또는 콧수염원숭이(Cercopithecus cephus)는 긴꼬리원숭이과에 속하는 영장류의 일종이다. 앙골라와 카메룬, 중앙아프리카공화국, 콩고공화국, 콩고민주공화국, 적도기니 그리고 가봉 등에서 발견된다. 몸길이 50 cm 정도, 몸무게는 수컷이 5 kg, 암컷 2.5 kg 정도이다. 수명은 약 36년 정도이며 12월부터 2월까지 산란기간을 갖는다. 단체생활을 하는 동물이며 약 10~40마리가 구성원이 되며, 일부다처의 구성을 가지고 있다. 수상생활(樹上生活)을 하는 동물이며, 주행성이다. 잡식성이어서 과일과 곤충, 절지동물류를 먹는다.